# 周璧
周璧（1919年—1993年），男，山西平定人，中华人民共和国政治人物，曾任上海市工业交通办公室主任，上海市政协副主席。